# Георги Милетич
Георги Симеонов Милетич (на сръбски: Ђорђе Милетић или Đorđe Miletić, Джордже Милетич) е български просветен деец от Войводина. Заради участието си в борбата за извоюване на църковна и национална независимост и за укрепване на българското национално самосъзнание на македонските българи Георги Милетич е преследван. Застъпник за българщината в Македония, Милетич критикува сръбската пропаганда в областта.

## Биография

### Семейство и ранни години
Милетич е роден в 1837 година в село Мошорин в Австрийската империя, днес във Войводина, Сърбия. Брат е на панслависта и деятел на сръбското национално движение във Войводина Светозар Милетич и баща на един от най-видните български учени и интелектуалци от края на XIX век и първата половина на XX век Любомир Милетич. Различни хипотези търсят корените на рода Милетич в Хърватско, България, Босна и на други места. Според сръбски автори дядото на Георги Милетич се казва Аврам и е родом от Кача в Южна Бачка. Христо Станишев пише, че Любомир Милетич им разказал предание от неговия баща, според което потеклото им било от Одрин, а основател на рода им бил Миле воевода от българската Кириш махала, който след едно неуспешно въстание в този край се прехвърлил в Австрия, заселил се в Нови Сад и там създал семейство; имал син Симон, а той двама сина: Светозар и Георги Милетич. Любомир Милетич мислел при възможност да направи справка в старите архиви на Балплац във Виена, където били записвани изселниците от Турция в Австрия. В българската литература за дядо на Георги Милетич се посочва този Миле войвода от Одринско.
Основното си образование Георги Милетич получава в близкия до родното му място град Тител, а след това учи в град Сремска Митровица в тамошното немско училище. В 1858 година отива в Австрия, за да избегне военната служба. След това прекарва известно време в Босна, от където заедно с един предприемач заминава за Африка, където работи при разкопаването на Суецкия канал.

### В Македония
По-късно Милетич се мести в Цариград, където се сближава с Авксентий Велешки. Владиката го убеждава да замине да учителства във Велес, където били останали без никакъв учител. През февруари 1859 година Георги Милетич заминава за Велес, където бил назначен за главен учител (главен според неговия разказ пред сина му) в махалата Бързорек. Говорел и преподавал на сръбски, но децата не го разбирали и той се заел да научи местния велешки говор. Преподавал по сръбски учебници, но следващата учебна година въвел българските, които били вече въведени от Георги Икономов в западния Велес, и така учебниците в двете части на града се уеднаквили. Жени се за велешанката Евтимия (Евка) Наумова хаджи Попдаова (1860). В 1861 година двамата напускат Велес. Работи като учител заедно със съпругата си в различни краища на Македония като например във Велес, Кукуш, Щип и други.
В Щип се местят в 1861 и остават до август 1864 година, където в 1863 се ражда синът им, бъдещият академик, Любомир Милетич. В следващата година Милетич заминава като главен учител във Видин. Още същата година е принуден да напусне града, тъй като е преследван от тамошния владика Паисий. По повод изгонването на Милетич в града стават вълнения от страна на населението в защита на Милетич, като много хора след това са арестувани.
След Видин Милетич заминава за Кукуш, където работи като учител от 1865 до 1868 година. След това заминава за Струмица, където прекарва един месец. Започва работа като учител във Ватоша, където се сближава с Андон Попкамчев. Заради борбата си срещу гръцкото духовенство си навлича омразата на гръцкия струмишки владика Йеротей. Владиката наклеветява Милетич пред дошлия на гости солунски валия Мехмед Акиф паша Арнавуд. Милетич е арестуван в началото на 1869 година и изпратен във Велес и после в Солун, където лежи в затвора до Гергьовден.
Някои влиятелни велешани се застъпват в полза на Милетич, поради което той е пуснат от съда със забрана да напуска Велес и да учителства без специално разрешение. За да се издържа Георги Милетич тайно започва да работи като учител. През април 1870 година е принуден да напусне длъжността си. Започва работа при строежа на железницата Солун – Скопие и до 1873 година работи като драгоманин на компанията между Велес и Скопие.

### Участие в Руско-турската война и късни години
По-късно Георги Милетич заминава за София, където работи при строежа на линията София – Кюстендил до началото на Сръбско-турската война от 1876 година.
След избухването на войната Милетич отива в Румъния. Изпълнява службата на секретар в четата на Панайот Хитов. С четата на Хитов Милетич се прехвърля в Чипровския балкан и взема участие в сраженията при Корито и други. След избухването на Руско-турската война от 1877 – 1878 година се записва в руската войска, където служи в Червения кръст до края на войната. След освобождението на България се мести в София, където прекарва остатъка от живота си. Заема различни длъжности и се включва в българския обществено-политически живот. Работи като адвокат, а след това живее при сина си в София.

## Родословие
|  |  |  |  |  |  |  |  |                                |                                |                                |                                |                                |                                | Миле         |  |  |  |  |  |                               |                               |                               |                               |                               |                               |  |  |                                  |                                  |                                  |                                  |                                  |                                  |  |  |
|  |  |  |  |  |  |  |  |                                |                                |                                |                                |                                |                                |              |  |  |  |  |  |                               |                               |                               |                               |                               |                               |  |  |                                  |                                  |                                  |                                  |                                  |                                  |  |  |
|  |  |  |  |  |  |  |  |                                |                                |                                |                                |                                |                                | Симо Милетич |  |  |  |  |  |                               |                               |                               |                               |                               |                               |  |  |                                  |                                  |                                  |                                  |                                  |                                  |  |  |
|  |  |  |  |  |  |  |  |                                |                                |                                |                                |                                |                                |              |  |  |  |  |  |                               |                               |                               |                               |                               |                               |  |  |                                  |                                  |                                  |                                  |                                  |                                  |  |  |
|  |  |  |  |  |  |  |  |                                |                                |                                |                                |                                |                                |              |  |  |  |  |  |                               |                               |                               |                               |                               |                               |  |  |                                  |                                  |                                  |                                  |                                  |                                  |  |  |
|  |  |  |  |  |  |  |  | Светозар Милетич (1826 – 1901) | Светозар Милетич (1826 – 1901) | Светозар Милетич (1826 – 1901) | Светозар Милетич (1826 – 1901) | Светозар Милетич (1826 – 1901) | Светозар Милетич (1826 – 1901) |              |  |  |  |  |  | Георги Милетич (1837 – 1909)  | Георги Милетич (1837 – 1909)  | Георги Милетич (1837 – 1909)  | Георги Милетич (1837 – 1909)  | Георги Милетич (1837 – 1909)  | Георги Милетич (1837 – 1909)  |  |  | Евтимия Милетичева (1837 – 1909) | Евтимия Милетичева (1837 – 1909) | Евтимия Милетичева (1837 – 1909) | Евтимия Милетичева (1837 – 1909) | Евтимия Милетичева (1837 – 1909) | Евтимия Милетичева (1837 – 1909) |  |  |
|  |  |  |  |  |  |  |  | Светозар Милетич (1826 – 1901) | Светозар Милетич (1826 – 1901) | Светозар Милетич (1826 – 1901) | Светозар Милетич (1826 – 1901) | Светозар Милетич (1826 – 1901) | Светозар Милетич (1826 – 1901) |              |  |  |  |  |  | Георги Милетич (1837 – 1909)  | Георги Милетич (1837 – 1909)  | Георги Милетич (1837 – 1909)  | Георги Милетич (1837 – 1909)  | Георги Милетич (1837 – 1909)  | Георги Милетич (1837 – 1909)  |  |  | Евтимия Милетичева (1837 – 1909) | Евтимия Милетичева (1837 – 1909) | Евтимия Милетичева (1837 – 1909) | Евтимия Милетичева (1837 – 1909) | Евтимия Милетичева (1837 – 1909) | Евтимия Милетичева (1837 – 1909) |  |  |
|  |  |  |  |  |  |  |  |                                |                                |                                |                                |                                |                                |              |  |  |  |  |  |                               |                               |                               |                               |                               |                               |  |  |                                  |                                  |                                  |                                  |                                  |                                  |  |  |
|  |  |  |  |  |  |  |  |                                |                                |                                |                                |                                |                                |              |  |  |  |  |  |                               |                               |                               |                               |                               |                               |  |  |                                  |                                  |                                  |                                  |                                  |                                  |  |  |
|  |  |  |  |  |  |  |  |                                |                                |                                |                                |                                |                                |              |  |  |  |  |  | Любомир Милетич (1863 – 1937) | Любомир Милетич (1863 – 1937) | Любомир Милетич (1863 – 1937) | Любомир Милетич (1863 – 1937) | Любомир Милетич (1863 – 1937) | Любомир Милетич (1863 – 1937) |  |  | Светозар Милетич (1871 – 1913)   | Светозар Милетич (1871 – 1913)   | Светозар Милетич (1871 – 1913)   | Светозар Милетич (1871 – 1913)   | Светозар Милетич (1871 – 1913)   | Светозар Милетич (1871 – 1913)   |  |  |